# بنغالور منطقة الحضرية
بنغالور منطقة الحضرية رمزها «BN» (بالإنجليزية: Bangalore  Urban  district)‏ ، هو تقسيم إداري لدولة الهند تتبع ولاية كارناتاكا (بالإنجليزية: Karnataka)‏ ، مركزها هو مدينة بنغالور (بالإنجليزية: Bangalore)‏ عدد سكانها حسب تعداد سنة 2001 هو 6,523,110 ، مساحتها 2,190 كم² وكثافة السكان 2,979 لكل كم² .

## المناخ
يظهر الجدول التالي التغييرات المناخية على مدار السنة لبنغالور منطقة الحضرية:
| البيانات المناخية لـبنغالور منطقة الحضرية | البيانات المناخية لـبنغالور منطقة الحضرية | البيانات المناخية لـبنغالور منطقة الحضرية | البيانات المناخية لـبنغالور منطقة الحضرية | البيانات المناخية لـبنغالور منطقة الحضرية | البيانات المناخية لـبنغالور منطقة الحضرية | البيانات المناخية لـبنغالور منطقة الحضرية | البيانات المناخية لـبنغالور منطقة الحضرية | البيانات المناخية لـبنغالور منطقة الحضرية | البيانات المناخية لـبنغالور منطقة الحضرية | البيانات المناخية لـبنغالور منطقة الحضرية | البيانات المناخية لـبنغالور منطقة الحضرية | البيانات المناخية لـبنغالور منطقة الحضرية | البيانات المناخية لـبنغالور منطقة الحضرية |
| الشهر                                     | يناير                                     | فبراير                                    | مارس                                      | أبريل                                     | مايو                                      | يونيو                                     | يوليو                                     | أغسطس                                     | سبتمبر                                    | أكتوبر                                    | نوفمبر                                    | ديسمبر                                    | المعدل السنوي                             |
| ----------------------------------------- | ----------------------------------------- | ----------------------------------------- | ----------------------------------------- | ----------------------------------------- | ----------------------------------------- | ----------------------------------------- | ----------------------------------------- | ----------------------------------------- | ----------------------------------------- | ----------------------------------------- | ----------------------------------------- | ----------------------------------------- | ----------------------------------------- |
| متوسط درجة الحرارة الكبرى °م (°ف)         | 27 (81)                                   | 29.6 (85.3)                               | 32.4 (90.3)                               | 33.6 (92.5)                               | 32.7 (90.9)                               | 29.2 (84.6)                               | 27.5 (81.5)                               | 27.4 (81.3)                               | 28 (82)                                   | 27.7 (81.9)                               | 26.6 (79.9)                               | 25.9 (78.6)                               | 29 (84)                                   |
| متوسط درجة الحرارة الصغرى °م (°ف)         | 15.1 (59.2)                               | 16.6 (61.9)                               | 19.2 (66.6)                               | 21.5 (70.7)                               | 21.2 (70.2)                               | 19.9 (67.8)                               | 19.5 (67.1)                               | 19.4 (66.9)                               | 19.3 (66.7)                               | 19.1 (66.4)                               | 17.2 (63.0)                               | 15.6 (60.1)                               | 18.6 (65.5)                               |
| معدل هطول الأمطار مم (إنش)                | 2.7 (0.11)                                | 7.2 (0.28)                                | 4.4 (0.17)                                | 46.3 (1.82)                               | 119.6 (4.71)                              | 80.6 (3.17)                               | 110.2 (4.34)                              | 137 (5.4)                                 | 194.8 (7.67)                              | 180.4 (7.10)                              | 64.5 (2.54)                               | 22.1 (0.87)                               | 969.8 (38.18)                             |
| متوسط الأيام الممطرة                      | 0.2                                       | 0.5                                       | 0.4                                       | 3                                         | 7                                         | 6.4                                       | 8.3                                       | 10                                        | 9.3                                       | 9                                         | 4                                         | 1.7                                       | 59.8                                      |
| ساعات سطوع الشمس الشهرية                  | 263.5                                     | 248.6                                     | 272.8                                     | 258                                       | 241.8                                     | 138                                       | 111.6                                     | 114.7                                     | 144                                       | 173.6                                     | 189                                       | 210.8                                     | 2٬366٫4                                   |
| المصدر #1: WMO                            |                                           |                                           |                                           |                                           |                                           |                                           |                                           |                                           |                                           |                                           |                                           |                                           |                                           |
| المصدر #2: HKO (sun only, 1971–1990)      |                                           |                                           |                                           |                                           |                                           |                                           |                                           |                                           |                                           |                                           |                                           |                                           |                                           |